# Basa
Basa of Baasha (Hebreeuws: בעשׁא, Ba’sha’, "Baäl hoort" of "slecht/verdorven") was volgens de Hebreeuwse Bijbel van 900 v.Chr. tot 877 v.Chr. koning van het koninkrijk Israël. Basa was de zoon van Achia en was afkomstig uit de stam van Issachar. Hij kwam aan de macht nadat hij zijn voorganger Nadab en diens hele familie had omgebracht (1 Koningen 15:27). Hij voerde gedurende een groot deel van zijn regering oorlog tegen koning Asa van het koninkrijk Juda en diens bondgenoot, koning Benhadad I van Aram-Damascus. Het conflict spitste zich vooral toe op de strategisch gelegen vestingstad Rama, net ten noorden van de grens met Juda. Omdat hij zich net als zijn voorgangers niet aan Gods wetten hield, riep Basa Gods toorn over zichzelf en zijn familie af (1 Koningen 16:7). Toen hij stierf, werd Basa door zijn zoon Ela opgevolgd.